# Pseudologia phantastica
Pseudologia phantastica (Grieks: pseudos = vals, logos = spreken, woord) ook wel genoemd pseudologia fantastica of pseudologica phantastica (eigenlijk een contaminatie met logica) is een term uit de psychiatrie en psychopathologie die voor het eerst is gebruikt door de Duitse arts Anton Delbrück als aanduiding van een ziekelijke vorm van liegen. Omdat de leugens die Delbruck bij vijf patiënten was tegengekomen volledig buiten proportie waren, meende hij dat zij als een aparte categorie (c.q. vorm van afwijking) moesten worden beschreven. Pseudologia phantastica, mythomanie en pathologisch liegen zijn termen die vaak door elkaar worden gebruikt, hoewel men nog van mening verschilt of zij wel hetzelfde gedragsfenomeen beschrijven.

## Pseudologia
Voor de pseudologische leugenaar loopt dit proces volledig uit de hand. De gesjeesde medische student maakt zichzelf wijs dat hij een goede dokter is, de afgehaakte juridische student denkt een advocaat te zijn. Voor buitenstaanders al dan niet doorzichtige leugens worden vaak tot vervelens toe herhaald. Door het zelfvertrouwen dat ze uitstralen doordat ze niet beseffen dat ze liegen, kunnen uit deze patiënten oplichters en kwakzalvers voortkomen.
Resultaat is dat een aantal mensen uiteindelijk ook wel gelooft in de verhalen van de persoon, maar dat er ook een aantal is dat er dwars doorheen prikt. De pseudologia-phantastica-patiënt zal namelijk niet aarzelen om werkelijk ieder middel te gebruiken om zijn verhalen te ondersteunen, ook de middelen die zeer eenvoudig te controleren zijn. Iemand die in de waan is een hoogleraar te zijn, zou bijvoorbeeld kunnen beweren vele boeken geschreven te hebben. Dit soort dingen zijn eenvoudig na te kijken via bijvoorbeeld het internet. Mensen die dit doen en niet weten dat de patiënt lijdt aan pseudologia phantastica zullen dit dus als glashard liegen ondervinden, wat een zeer negatief effect op de omgang met elkaar kan hebben.

## Pathologisch liegen
Pseudologia phantastica is niet hetzelfde als pathologisch liegen. Hoewel ook de pathologisch leugenaar een onbedwingbare drang heeft tot liegen zou hij/zij wel weten dat hij/zij liegt, terwijl de pseudologia-phantastica-patiënt alle contact met de realiteit zou hebben verloren.

## Voorbeelden
Onder meer de volgende personen zijn ook wel als pseudologen gekarakteriseerd:
- Karl May
- Friedrich Weinreb

## Pseudologie in de literatuur
- De Duitse auteur Thomas Mann heeft de pseudoloog in romanvorm vereeuwigd in zijn Die Bekenntnisse des Hochstaplers Felix Krull.
- De Nederlandse psychiater P.J. van der Schaar schreef er een monografie over (zie hieronder).
- De Nederlandse auteur Wessel te Gussinklo blies in zijn roman De hoogstapelaar (2019) in de Nederlandse taal het zelden gebruikte Duitse leenwoord "hoogstapelaar" nieuw leven in.
- De Nederlandse auteur Joost Zwagerman beschrijft in de roman Vals Licht (1991) dat de hoofdpersoon Simon de andere hoofdpersoon Lizzie ervan verdenkt te lijden aan pseudologia phantastica.